# Източно фоебе
Източно фоебе (Sayornis phoebe) е вид птица от семейство Tyrannidae.

## Разпространение
Видът е разпространен в Бахамските острови, Белиз, Канада, Куба, Мексико, САЩ и Търкс и Кайкос.